# Diecezja Isiolo
Diecezja Isiolo – jednostka podziału administracyjnego Kościoła katolickiego w Kenii. Powstała w 1995 jako wikariat apostolski Isiolo, 15 lutego 2023 wyniesiony przez papieża Franciszka do rangi diecezji i przyporządkowany do metropolii Nyeri.